# Rock Cup 2016
La Rock Cup 2016 (Copa de la Roca en español) fue la 59a edición de dicha competición futbolística. En él participaron todos los clubes de Fútbol de Gibraltar, el torneo se jugó por eliminación directa a un solo partido. La primera ronda está integrada en su totalidad por equipos de la Gibraltar Second Division 2015/16
El campeón de la Rock Cup 2016 se clasificó a la Liga Europea de la UEFA 2016-17, si el campeón de la Rock Cup 2016 resulta ser el mismo que el de la Premier League Gibraltareña 2015/16; su cupo en la Liga Europea de la UEFA 2016-17 se le asignara al segundo clasificado de la Premier League Gibraltareña 2015/16.
Además el campeón jugó la Copa Pepe Reyes 2016 contra el ganador de la Premier League Gibraltareña 2015-16
El sorteo de la primera ronda se realizó el 1 de diciembre de 2015

## Equipos participantes

### Premier League
| - Lincoln Red Imps - Europa FC - FC St. Joseph's - Lynx - Manchester 62 | - Glacis United - Lions Gibraltar - Britannia XI FC - Gibraltar United - Angels FC |

### Second Division
| - Europa Point FC - Gibraltar Phoenix - College 1975 - Red Imps | - Olympique 13 - Mons Calpe SC - F. C. Magpies - Boca Juniors | - F. C. Hound Dogs - College Pegasus FC - Leo Parilla FC - Cannons FC |

## Rondas Previas

### Primera Ronda[2][3]
| Domingo 10 de enero de 2016 | Leo Parilla FC | 2 - 0 | Boca Juniors | Estadio Victoria, Gibraltar |  |

| Domingo 10 de enero de 2016 | Gibraltar Phoenix | 4 - 0 | FC Hound Dogs | Estadio Victoria, Gibraltar |  |

| Lunes 11 de enero de 2016 | Cannons FC | 1 - 3 | FC Magpies | Estadio Victoria, Gibraltar |  |

| Martes 12 de enero de 2016 | Europa Point FC | 1 - 2 | Mons Calpe SC | Estadio Victoria, Gibraltar |  |

| Miércoles 13 de enero de 2016 | College Pegasus FC | 2 - 5 | College 1975 F.C. | Estadio Victoria, Gibraltar |  |

| Jueves 14 de enero de 2016 | Olympique 13 | 1 - 3 | Red Imps | Estadio Victoria, Gibraltar |  |

### Segunda Ronda[4][5][6]
| Miércoles 10 de febrero de 2016 | Gibraltar United | 2 - 1 | Red Imps | Estadio Victoria, Gibraltar |  |

| Jueves 11 de febrero de 2016 | Manchester 62 | 1 - 0 | Lynx | Estadio Victoria, Gibraltar |  |

| Viernes 12 de febrero de 2016 | FC St. Joseph's | 0 - 1 | Europa FC | Estadio Victoria, Gibraltar |  |

| Sábado 13 de febrero de 2016 | Lincoln Red Imps | 5 - 1 | Britannia XI FC | Estadio Victoria, Gibraltar |  |

| Sábado 13 de febrero de 2016 | Mons Calpe SC | 1 - 4 | Lions Gibraltar | Estadio Victoria, Gibraltar |  |

| Domingo 14 de febrero de 2016 | Gibraltar Phoenix | 0 - 4 | Angels FC | Estadio Victoria, Gibraltar |  |

| Domingo 14 de febrero de 2016 | Leo Parilla FC | 0 - 1 | College 1975 F.C. | Estadio Victoria, Gibraltar |  |

| Lunes 15 de febrero de 2016 | Glacis United | 7 - 0 | FC Magpies | Estadio Victoria, Gibraltar |  |

## Etapas Finales
|  | Cuartos de final              | Cuartos de final              |                 |                  | Semifinales | Semifinales |  |                  | Final      | Final      |  |
|  | Entre el 16, 18 y 19 de marzo | Entre el 16, 18 y 19 de marzo |                 |                  | 23 de abril | 23 de abril |  |                  | 22 de mayo | 22 de mayo |  |
|  |                               |                               |                 |                  |             |             |  |                  |            |            |  |
|  |                               |                               |                 |                  |             |             |  |                  |            |            |  |
|  | Lincoln Red Imps              | 4                             |                 |                  |             |             |  |                  |            |            |  |
|  | Lincoln Red Imps              | 4                             |                 |                  |             |             |  |                  |            |            |  |
|  | Glacis United                 | 0                             |                 |                  |             |             |  |                  |            |            |  |
|  | Glacis United                 | 0                             |                 | Lincoln Red Imps | 6           |             |  |                  |            |            |  |
|  |                               |                               |                 | Lincoln Red Imps | 6           |             |  |                  |            |            |  |
|  |                               |                               | Manchester 62   | 2                |             |             |  |                  |            |            |  |
|  | College 1975 F.C.             | 0                             | Manchester 62   | 2                |             |             |  |                  |            |            |  |
|  | College 1975 F.C.             | 0                             |                 |                  |             |             |  |                  |            |            |  |
|  | Manchester 62                 | 7                             |                 |                  |             |             |  |                  |            |            |  |
|  | Manchester 62                 | 7                             |                 |                  |             |             |  | Lincoln Red Imps | 2          |            |  |
|  |                               |                               |                 |                  |             |             |  | Lincoln Red Imps | 2          |            |  |
|  |                               |                               | Europa FC       | 0                |             |             |  |                  |            |            |  |
|  | Angels FC                     | 1                             | Europa FC       | 0                |             |             |  |                  |            |            |  |
|  | Angels FC                     | 1                             |                 |                  |             |             |  |                  |            |            |  |
|  | Europa FC                     | 4                             |                 |                  |             |             |  |                  |            |            |  |
|  | Europa FC                     | 4                             |                 | Europa FC        | 1           |             |  |                  |            |            |  |
|  |                               |                               |                 | Europa FC        | 1           |             |  |                  |            |            |  |
|  |                               |                               | Lions Gibraltar | 0                |             |             |  |                  |            |            |  |
|  | Lions Gibraltar               | 1                             | Lions Gibraltar | 0                |             |             |  |                  |            |            |  |
|  | Lions Gibraltar               | 1                             |                 |                  |             |             |  |                  |            |            |  |
|  | Gibraltar United              | 0                             |                 |                  |             |             |  |                  |            |            |  |
|  | Gibraltar United              | 0                             |                 |                  |             |             |  |                  |            |            |  |
|  |                               |                               |                 |                  |             |             |  |                  |            |            |  |

### Cuartos de Final[7]
| Miércoles 16 de marzo de 2016 | College 1975 F.C. | 0 - 7   | Manchester 62 | Estadio Victoria, Gibraltar |  |
|                               |                   | Reporte | 13' Duarte. JP · 17' Duarte. JP · 41' Navarro Baena · 54'Duarte. JP · 80' Toncheff Ferberovich · 86' Toncheff Ferberovich · 87' Rovegno |                             |  |

| Viernes 18 de marzo de 2016 | Lincoln Red Imps                                             | 4 - 0   | Glacis United | Estadio Victoria, Gibraltar |  |
|                             | Calderon 67' · Cabrera 68' · Livramento 72' · Livramento 78' | Reporte |               |                             |  |

| Sábado 19 de marzo de 2016 | Lions Gibraltar   | 1 - 0   | Gibraltar United | Estadio Victoria, Gibraltar |  |
|                            | Martin 55' (pen.) | Reporte |                  |                             |  |

| Sábado 19 de marzo de 2016 | Angels FC  | 1 - 4   | Europa FC                                          | Estadio Victoria, Gibraltar |  |
|                            | · Mena 68' | Reporte | 23' Rivas · 34' Rodriguez · 52' Mendez · 90' Leiva |                             |  |

### Semifinal
| Sábado 23 de abril de 2016 | Lincoln Red Imps                                                          | 6 - 2 | Manchester 62                                                      | Estadio Victoria, Gibraltar |  |
|                            | Walker 13' · Walker 19' · K. Casciaro 28' · K. Casciaro 63' · Abayian 90' |       | · 27' Mejias Noya · 31' Toncheff Ferberovich · 36' (a.g.) Sergeant |                             |  |

| Sábado 23 de abril de 2016 | Europa FC  | 1 - 0   | Lions Gibraltar | Estadio Victoria, Gibraltar |  |
|                            | Mendez 70' | Reporte |                 |                             |  |

### Final
| Domingo 22 de mayo de 2016 | Lincoln Red Imps              | 2 - 0   | Europa FC | Estadio Victoria, Gibraltar |  |
|                            | J. Chipolina 75' · Walker 85' | Reporte |           |                             |  |

## Máximos Goleadores
Detalle de los máximos goleadores de la Rock Cup de acuerdo con los datos oficiales de la Asociación de Fútbol de Gibraltar.
- Datos oficiales según la Página web oficial

| Jugador                    | Equipo          | Goles |
| -------------------------- | --------------- | ----- |
| Cristian Toncheff          | Manchester 62   | 4     |
| Rahmouni                   | College 75      | 4     |
| Martin                     | Lions Gibraltar | 3     |
| Guido Abayian              | Lincoln FC      | 3     |
| Juan Pablo Pereira Sastrie | Glacis United   | 3     |
| Duarte. JP                 | Manchester 62   | 3     |

## Campeón
|                                      |
|                                      |
| Campeón Lincoln Red Imps 17.º título |